# 哈特梅克河
51°9′27.62″N 8°22′22.74″E / 51.1576722°N 8.3729833°E
哈特梅克河（德語：Hartmecke），是德國的河流，位於該國西部，處於北萊茵-威斯特法倫州，屬於萊內河的左支流，河道全長4.3公里，流域面積5.1平方公里。